# Douăsprezece Colonii

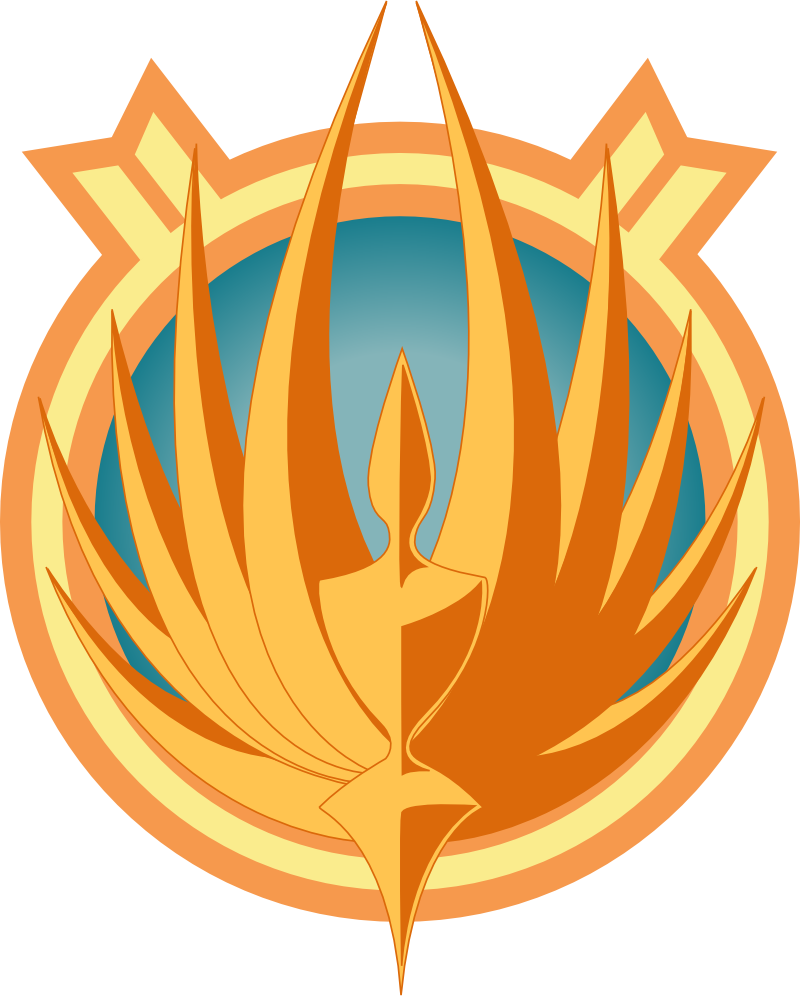
Simbolul reprezentând Cele Douăsprezece Colonii din serialul din 2003.

Harta celor Douăsprezece Colonii (nu la scară)

Cele Douăsprezece Colonii ale Omului sau Cele Douăsprezece Colonii ale lui Kobol sunt locuri fictive în care trăia majoritatea civilizației umane din franciza Battlestar Galactica (din seria originală de televiziune, din seria "reimaginată" cu același nume din anul 2004 și din seria prequel Caprica). Numele triburilor și ale planetelor pe care aceștia au trăit au fost împrumutate din Zodiac.
Cele Douăsprezece Colonii au fost întemeiate de către triburile care au părăsit planeta lor natală Kobol, presupusul loc de naștere al omului. La un moment dat au existat treisprezece triburi dar unul a mers spre o planetă numită Pământ, considerată un mit. În seria din 1978, al treisprezecelea trib este format din oameni, dar în seria reimaginată al treisprezecelea trib este format din Cyloni biologici. Oamenii celor Douăsprezece Colonii (în jur de 28,5 miliarde conform hărții oficiale lansate) au fost practic exterminați de către Cyloni în debutul ambelor serii, eveniment denumit Al Doilea Război cu Cylonii. Mai puțin de 60.000 de supraviețuitori au reușit să scape într-o mică flotă de nave spațiale civile care nu au fost distruse în timpul invaziei Cylon, fiind păzite de nava Galactica. Conceptul celor douăsprezece colonii este o aluzie la cele douăsprezece seminții ale lui Israel.